# Četvrta dinastija drevnog Egipta
Četvrta dinastija drevnog Egipta je bila zlatno doba Starog kraljevstva drevnog Egipta. To je također bilo i doba piramida. Glavni je grad bio Memfis.
Dinastija je trajala od 2613. pr. Kr. do 2494. pr. Kr. (kako se uobičajeno smatra).
Faraoni koji su vladali tijekom ove dinastije bili su: Snofru, Kufu, Džedefra, Kafra, Menkaura i Šepseskaf. Moguće je da je nakon Šepseskafa vladao Tamftis. 